# Aristide Maillol
Aristide Joseph Bonaventure Maillol, född 8 december 1861, död 27 september 1944, var en fransk målare, gobelängkonstnär och skulptör, av katalanskt ursprung.

## Biografi
Maillol var ursprungligen målare och som sådan elev till Alexandre Cabanel och influerad av Paul Gauguin. Från 1886 verkade han huvudsakligen som skulptör, och var som sådan autodidakt. I medveten opposition mot Auguste Rodin försökte Maillol skapa sina skulpturer med endast plastiska medel. Maillol ville ge sina skulpturer en statisk form och levande uttryck under det att han noga undvek all målerisk ytbehandling som kunde splittra intrycket. 
Inspirerad av den arkaiska, grekiska konsten modellerade han monumentalt enkla, klassiskt rofyllda men samtidigt friskt sensuella kvinnofigurer. Han utförde också ypperliga bokillustrationer. 
Som förebild hade han tidiga grekiska skulpturer. Bland Maillols arbeten märks Cézanneminnesmärket i Tuilerieträdgården (1929), Man och kvinna i Glyptoteket samt flera statyetter i brons och terrakotta (kvinnofigurer) i Kunstmuseet (Johannes Rumps samling), Köpenhamn och han är representerad vid bland annat Göteborgs konstmuseum.

## Utmärkelser
Asteroiden 6259 Maillol är uppkallade efter honom.

## Galleri

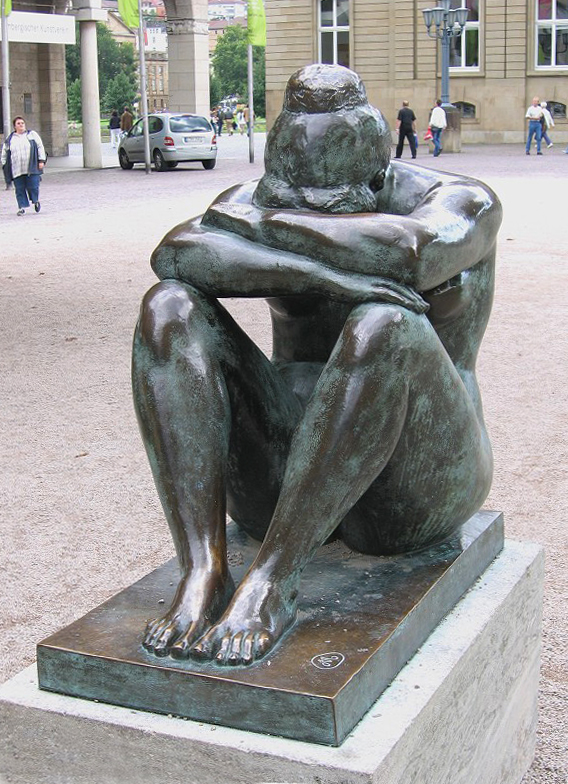
La nuit, 1902, Stuttgart.
Kvinnotorso Sommaren, brons cirka 1910, Göteborgs konstmuseum, Sk 419.